# You're Gonna Go Far, Kid
"You're Gonna Go Far, Kid" é um single da banda estadunidense The Offspring, lançado em 4 de setembro de 2008 pela gravadora Columbia Records.

## Faixas

### Downloaddigital[3]
1. "You're Gonna Go Far, Kid" (edição de rádio) – 2:57

### CD maxi[2]
1. "You're Gonna Go Far, Kid" (versão de álbum explícita) – 3:00
2. "You're Gonna Go Far, Kid" (ao vivo) – 2:59
3. "Hammerhead" (ao vivo) – 4:36
4. "You're Gonna Go Far, Kid" (videoclipe) – 4:36